# Roveredo
Roveredo (německy zastarale Rofle, případně Ruffle) je obec ve švýcarském kantonu Graubünden, okresu Moesa, jehož je zároveň hlavním sídlem. Nachází se v údolí řeky Moesa, asi 75 kilometrů jihozápadně od kantonálního hlavního města Churu, v nadmořské výšce 298 metrů. Žije zde přibližně 2 500 obyvatel.

## Geografie

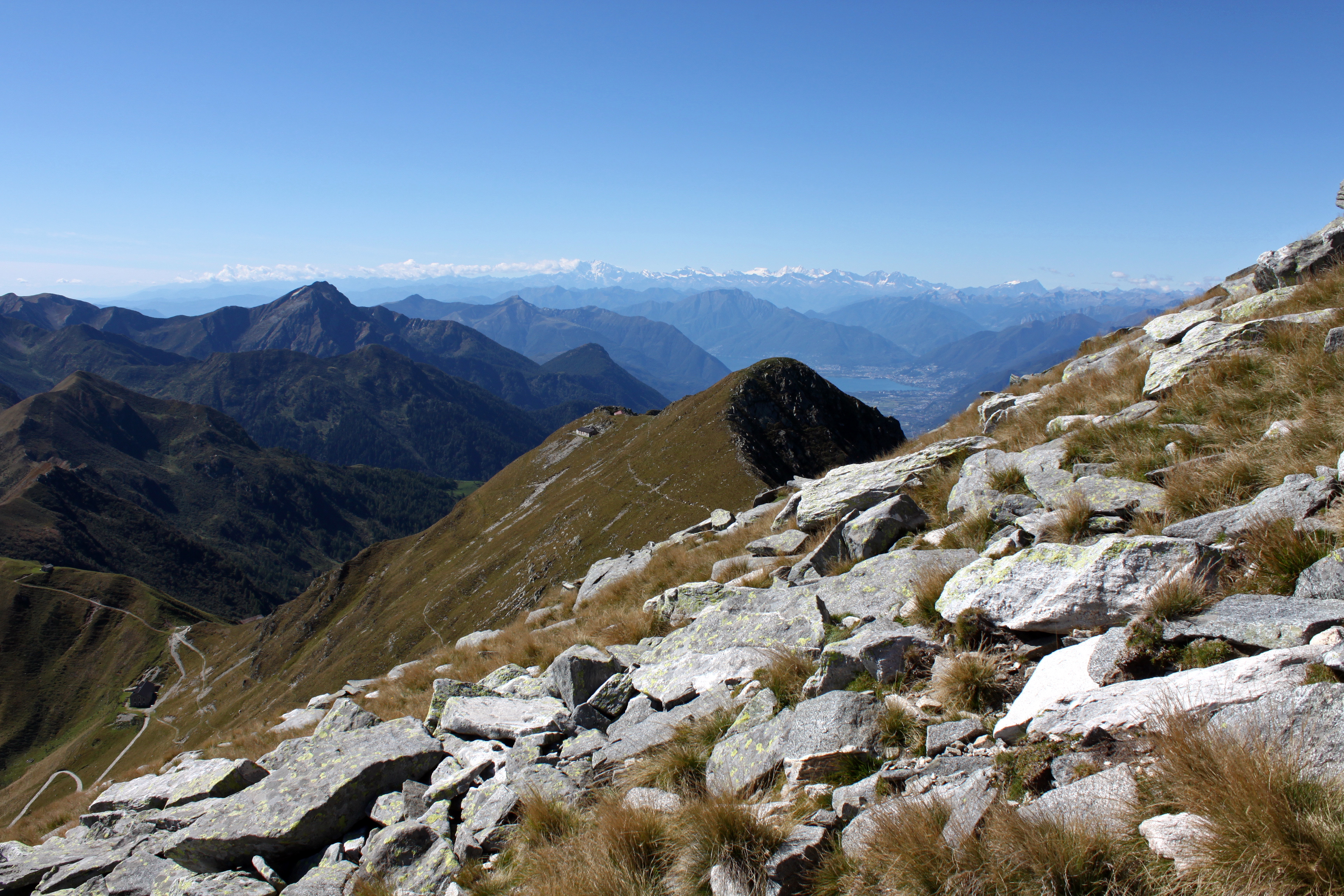
Pohraniční hory v okolí Rovereda

Obec leží nedaleko Bellinzony v dolní části údolí Val Mesolcina. Skládá se z mnoha menších osad a místních částí. Na pravém břehu Moesy se nachází části Piazza (298 m n. m.), Beffeno (309 m n. m.) a Carasole (434 m n. m.). Většina obce však leží na levém břehu řeky až k hranicím s Itálií. Vesnice San Giulio, Guerra, Tovedo, Ai Rogg, Rugno a San Fedele se nacházejí na dně údolí na skále a tvoří centrum obce.
Většinu území obce pokrývá údolí Val Traversagna a jeho boční údolí. Z celkové rozlohy obce téměř 39 km² je 2 907 hektarů (tj. 75 %) pokryto lesy a lesními porosty. Dalších 519 hektarů tvoří neproduktivní půda (většinou horské oblasti ve východní části obce). Z 333 hektarů půdy, kterou lze využívat pro zemědělství, tvoří téměř 70 procent vysokohorská zemědělská půda. Zastavěná plocha činí zbývajících 119 hektarů území obce.
Úzké údolí Alpe di Rescignaga, které patří k území obce San Vittore, je téměř zcela obklopeno územím obce Roveredo.
Sousedními obcemi jsou San Vittore, Grono, Buseno v kantonu Graubünden, Bellinzona a Arbedo-Castione v kantonu Ticino a Gravedona ed Uniti v italské provincii Como.

## Historie

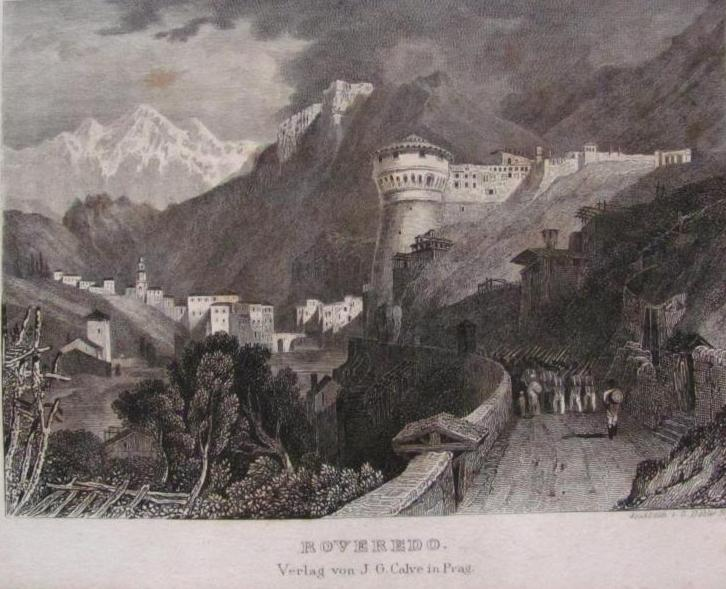
Historické vyobrazení Rovereda

V osadě Valasc byly při stavbě dálničního obchvatu v roce 2016 nalezeny archeologické nálezy, včetně římské mědi, bronzových mincí a pohřebišť.
Od langobardského období se Roveredo dělilo na čtyři části, tzv. degagne: Campagna, nyní nazývaná San Giulio, San Fedele, Toveda a Oltracqua. Nejpozději v 11. století bylo Roveredo a jeho okolí přičleněno k vrchnímu dvoru Mesolcina a přešlo jako léno na saské barony. V roce 1219 je poprvé zmiňována ves de Regoredo, později německy Rofle. V roce 1480 prodal Johann Peter von Sax panství Mesolcina Gian Giacomu Trivulziovi. Nechal renovovat a opevnit sídlo pánů ze Saska, nyní Palazzo Trivulzio, které bylo již jednou renovováno v roce 1335, a zřídil v Roveredu mincovnu.
Církevně byla obec původně podřízena klášteru San Vittore. Kostel San Giulio, známý od roku 1219, se stal farním kostelem v roce 1481. Kostel San Antonio z roku 1350 byl rozšířen v roce 1620, Madonna del ponte chiuso neboli sv. Anna byla rozšířena v roce 1524 a v 17. století rozšířena v barokním architektonickém stylu.
V roce 1549 sem a do Mesocca přišel reformátor Giovanni Beccaria, který byl vyhnán z Locarna, a působil zde jako učitel, kazatel a reformátor až do roku 1555. Poté odešel s protestantskými uprchlíky do exilu do Curychu. V roce 1559 se vrátil do Mesolciny a pokračoval v kazatelské činnosti, ale v roce 1561 byl odtud vypovězen kvůli katolickému zásahu do protireformace. Uprchl do tolerantnějšího města Chiavenna a v roce 1571 do Bonda, kde mohl působit jako reformovaný pastor.
Od roku 1500 do roku 1700 pocházelo z Rovereda mnoho umělců, architektů, štukatérů a malířů, kteří působili především v německy mluvících zemích, zejména v Rakousku. První škola byla založena v roce 1572. V roce 1583 založil Carlo Borromeo jezuitskou kolej, která však existovala jen krátce. V letech 1747 až 1853 zde působilo Gymnázium de Gabrieli a v roce 1855 byla otevřena kolej San Giulio, později nazvaná Santa Anna. V obci sídlí střední škola a okresní i krajský soud.
Monte Laura, která leží v nadmořské výšce 1 380 metrů, se ve 20. století stala oblíbeným turistickým letoviskem. Železniční trať z Bellinzony do Mesocca, postavená v roce 1907, byla uzavřena v roce 1972. V 60. letech 20. století byla uprostřed obytné čtvrti postavena dálnice A13, která rozdělila Roveredo na dvě části až do roku 2016, kdy byl otevřen obchvat vedoucí tunelem jižně od Rovereda.

## Obyvatelstvo
| Vývoj počtu obyvatel | Vývoj počtu obyvatel | Vývoj počtu obyvatel | Vývoj počtu obyvatel | Vývoj počtu obyvatel | Vývoj počtu obyvatel | Vývoj počtu obyvatel | Vývoj počtu obyvatel | Vývoj počtu obyvatel | Vývoj počtu obyvatel | Vývoj počtu obyvatel | Vývoj počtu obyvatel | Vývoj počtu obyvatel | Vývoj počtu obyvatel | Vývoj počtu obyvatel | Vývoj počtu obyvatel |
| -------------------- | -------------------- | -------------------- | -------------------- | -------------------- | -------------------- | -------------------- | -------------------- | -------------------- | -------------------- | -------------------- | -------------------- | -------------------- | -------------------- | -------------------- | -------------------- |
| Rok                  | 1802                 | 1850                 | 1900                 | 1950                 | 2000                 | 2004                 | 2010                 | 2011                 | 2012                 | 2013                 | 2014                 | 2015                 | 2016                 | 2019                 |                      |
| Počet obyvatel       | 749                  | 1 084                | 1 136                | 1 846                | 2 108                | 2 229                | 2 396                | 2 437                | 2 489                | 2 531                | 2 478                | 2 511                | 2 484                | 2 581                |                      |

Údolí Moesa je jednou z italsky mluvících oblastí kantonu Graubünden. Převážná většina obyvatel obce tak hovoří italsky.

## Doprava

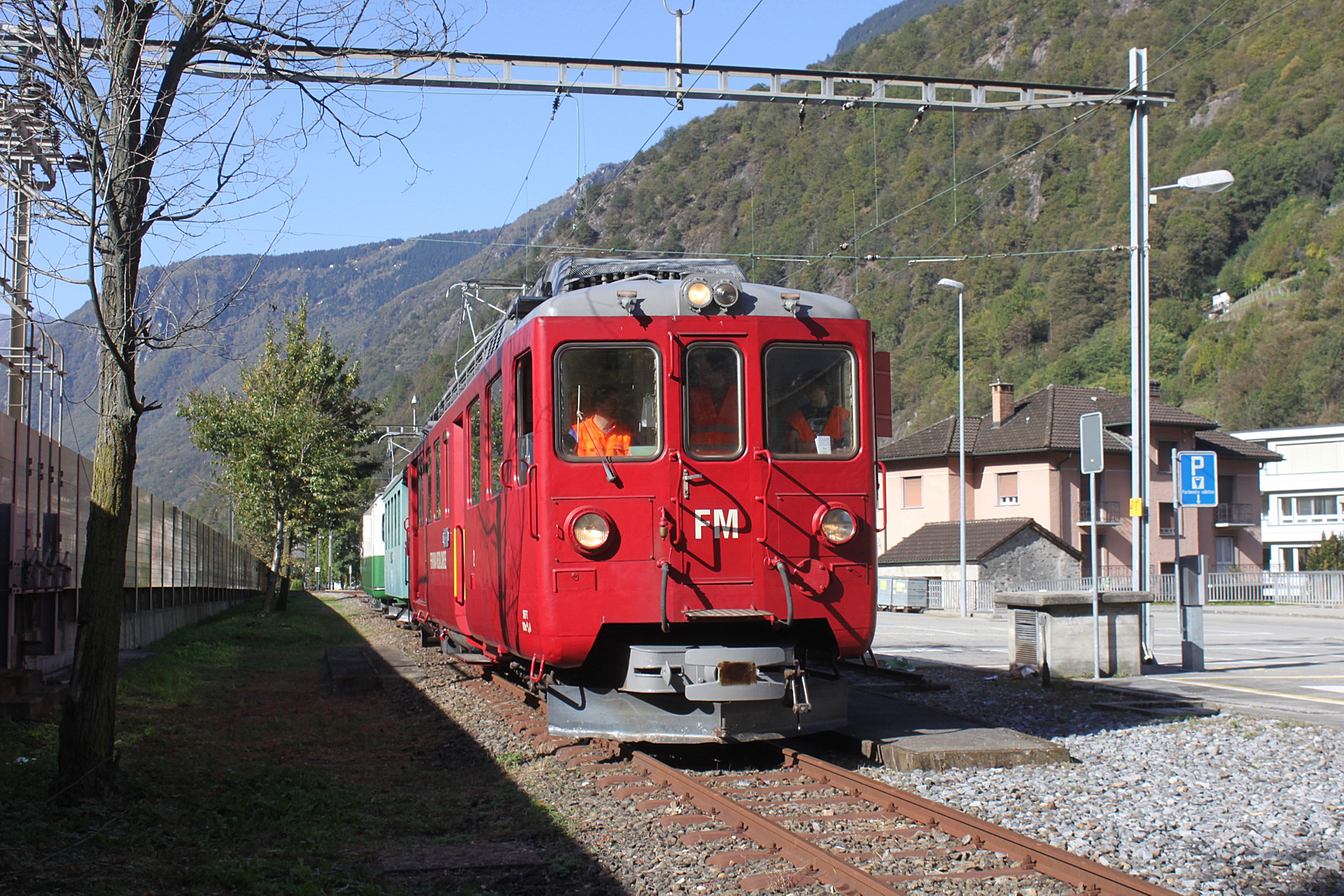
Muzejní souprava ve stanici Roveredo (2012)

Roveredo leží na dálnici A13 v trase St. Margrethen – Chur – Bellinzona. Od roku 1969 bylo rozděleno dálnicí A13 na dvě části. Od 7. listopadu 2016 je město objížděno z jihu novým obchvatem dlouhým 5,6 km, včetně 2,3 km dlouhého tunelu.
Železniční spojení do obce zajišťovala železniční trať z Bellinzony do Mesocca, otevřená roku 1907. Pro malý zájem cestujících byla na trati v květnu 1972 ukončena osobní doprava a zcela zrušen úsek mezi Bellinzonou a stanicí Castione-Arbedo. V roce 1978 horní úsek trati poničila silná bouře a i nákladní doprava byla následně zcela zastavena. Na zbylém úseku Castione-Arbedo – Cama probíhal až do roku 2013 muzejní turistický provoz; od roku 2013 je trať zcela bez provozu a čeká na další osud.

## Osobnosti
- Antonín Aichel, italský zedník působící v českých zemích, pravděpodobně pocházel z Rovereda